# 競馬番組
競馬番組（けいばばんぐみ）とは、競馬の競走が施行される状況や、出走するために必要な条件がまとめられたものである。競走は競馬番組に従って行われる。

以下ではおもに日本の競馬番組について解説するものとする。日本国外においてはこの限りではない。

## 概要
競馬番組とは競馬の競走が施行される各種条件を記載したものであり、主催者が事前に発表する。この競馬番組を見たうえで、馬主・調教師はどの競走に出走させるかを決めていく。また競馬主催者もこの競馬番組に従って当日の競馬の開催を運営することとなる。
各種条件には施行日、競馬場、競走番号、種類、競走名、馬場、距離、出走資格、騎手の騎乗資格、負担重量、出走可能頭数、本賞金額、発走時刻、そのほか必要事項などが含まれる。なお天候や災害、そのほか各種の事由により発表された競馬番組と異なって実施される場合には競馬番組の修正が発表される。
競馬番組に基づく出馬投票の結果、最終的に出走馬・騎手や枠順などが確定すると、主催者により出走表（レーシングプログラム）が発表され、それらを元に競馬新聞などが発行される。

## 施行日
競馬の開催日のいずれかである。競馬の開催を参照。

## 種類
競馬#競走の種類を参照。日本では2012年現在平地競走、障害競走、ばんえい競走の3種類が行われている。

## 競走名
日本では大別すると以下の2種類である。
- 平場競走、一般競走、普通競走
  - 個人協賛競走や一部の例外などを除き、特定の固有名称を持たない競走。大多数の競走が該当する。競走名は出走条件を記したものとなる。なお地方競馬では、この項の意味での競走の名称が2010年度以降「普通競走」に統一され、「一般競走」は別のカテゴリーを表わすために用いられている[注 1]。
  - 例：「サラブレッド系3歳未勝利」、「アラブ系C2-2組」など
- 特別競走
  - 「-特別」「-賞」「-ステークス」などの固有のレース名を持つ競走。一般的に平場競走より賞金は高く設定され、中～上級クラスの馬が出走する。一般競走とは異なり、出走にあたっては特別登録が必要である[2]。
  - 例：「阿寒湖特別」、「ひいらぎ賞」、「若葉ステークス」など
  - また、特別競走のひとつに重賞競走が存在する。詳細は重賞を参照。重賞競走はグレード制によって格付けられている場合がある。詳しくは競馬の競走格付けを参照。

ほかの競走条件との兼ね合いで競走名に以下のような名称がつく競走がある。
- ハンデキャップ競走
  - 負担重量がハンデキャップである競走の競走名の一部に「-ハンデキャップ」とつく場合がある。
- ステークス競走
  - 競走名が「-ステークス」とついた競走。起源についてはステークス方式も参照。ステークス競走とは本来、出走馬の馬主が賞金を拠出し合い、その賞金を争う競走であったが、現在は競馬主催者が賞金の大半を拠出することが多い。
  - 日本では中央競馬で上級の特別競走および重賞競走で使用されているが、実態はほかの特別競走および重賞競走と違いはない。地方競馬ではNARがレース名に「ステークス」とつける行為を禁止している。
  - 日本国外では特別競走や重賞競走という概念はないためステークス競走が最上級の競走であり、グレード制の競走も含まれる。
- 選抜競走、特選競走、勝入競走、決勝競走、優勝競走
  - 地方競馬で行われている競走で、指定された競走もしくは前回出走した競走において上位入賞した馬を選抜して行う競走である。勝入競走制度は、かつては中央競馬でも行われていた。

## 馬場
競走を行う馬場の材質は、芝・ダート・オールウェザーといった種類があり（日本では2013年現在オールウェザーはなし）、これを指定した上で番組が編成される。なお中央競馬では競馬場のコースの形態から、ダートコース使用とされていても競走の距離によっては芝コースを一部走る場合がある（スタート直後の一部区間など）。
途中で分岐する2種類以上のコースが存在する場合、そのコースも指定した上で番組に表記される。日本の場合、周回コースの一部のみを分岐させることにより距離の設定を変える「内回り」「外回り」という設定が一部競馬場で利用されている。中央競馬では中山競馬場・京都競馬場・阪神競馬場・新潟競馬場の芝コースに設けられていて、この場合の表記は内回りであれば単に「芝」、外回りであれば「芝・外」である。このうち京都・阪神・新潟の3場においては内回りコースと外回りコースの双方に同じ距離の「発走線」が設定されている（ただし、実際に競走が施行されているのは、2018年現在、京都と新潟の2場のみ）。地方競馬では門別競馬場・大井競馬場に設けられていて、番組表・出走表では競走距離に「（内）」や「（外）」が付記される。なお地方競馬の場合、内・外コースの双方に同一距離、という設定はない。
また日本の場合、障害競走においても馬場の材質が表記されるが、これは決勝線の馬場を示しており、障害コースそのものはすべて芝コースである。障害コース上には決勝線は存在しないため平地と同じコースに出るが、この際に芝コースに出る場合とダートコースに出る場合がある。ダートコースの決勝線を使用する際には「障害・ダート3300m」と記述され、芝コースの決勝線を使用する場合には「障害・芝3300m」と記述される。また、障害コースがない競馬場では芝コースに置障害が設けられる。「障害・芝」と書かれていてもダートコースを走らないわけではなく、中山競馬場のように障害コースそのものがダートコースを横切っている場合や芝コースに出るために途中のダートコースを横切る場合、福島競馬場のように襷コースに入るときなどダートコースを横切ることになる。「障害・芝」と書かれて完全に芝コースで行われるのは新潟競馬場と中京競馬場である。
ばんえい競走においては、ばんえい競走#馬場の項を参照。

## 距離
日本の場合、競走の距離は下限を競馬法施行令によって定められている。2012年現在日本では平地競走は800 - 3600メートル、障害競走は2700 - 4250メートルまで、ばんえい競馬は200メートルの競走が行われている。
競走の距離の表記はメートルを採用する国・地域のほか、イギリス・アイルランド・アメリカ合衆国・カナダではヤード・ポンド法の単位であるマイル・ハロン・ヤードが用いられる。1マイルは約1609メートル、1ハロンは8分の1マイルである。

## 出走資格
出走できる競走馬が制限される項目として以下のような制限がある。

### 系種による条件
日本においては平地競走と障害競走ともに純血サラブレッドのみの競走は行われておらず、サラブレッド系競走およびサラブレッド系とアングロアラブ系の両種別が出走可能な競走が行われる。かつてはアングロアラブ系単独の競走やスタンダードブレッドなども出走できる競走も存在した。
ばんえい競走においては、軽種及び軽半血種の馬は出走できないと規定されている（参考：平成25年度 帯広市ばんえい競馬番組編成要領）。ただし、詳細な系種による制限を設けた競走は実施していない。系種の詳細についてはばんえい競走#ばんえい競走馬の項を参照。

### 馬齢による条件
平地競走、ばんえい競走においては2歳から、障害競走においては3歳から競走が行われるが、2 - 3歳の間は同年生まれの競走馬限定で競走を行う場合が多い。また馬齢に制限がない競走でも馬齢に応じて負担重量（斤量）差が設けられる場合もある。日本では平地競走、ばんえい競走では満2歳、障害競走では満3歳の誕生日を迎えていない競走馬は出走できない。

### 性別による条件
性別による制限が課される競走は以下の例がある。性別による制限がない競走でも、牝馬の負担重量が軽減（中央競馬の場合、原則マイナス2キログラム）される場合が多い（セックスアローワンス）。
- 牝馬限定

桜花賞や優駿牝馬（オークス）といった牝馬クラシック競走を筆頭に、新馬戦、未勝利戦まで各条件において牝馬限定競走は多く設定されている。
- 牡馬、牝馬限定

この条件の競走は限られており、2014年現在、中央競馬では東京優駿（日本ダービー）などのクラシック競走やそのトライアル競走、東京優駿のトライアル競走だったNHK杯の流れを汲むNHKマイルカップ、1996年以降のニュージーランドトロフィー（旧ニュージーランドトロフィー4歳ステークス）、2004年以降の朝日杯フューチュリティステークス、2014年にラジオNIKKEI杯2歳ステークスの開催地や性別条件を変更の上改称したホープフルステークスのみである。いずれも繁殖能力の選定という名目で（ただし明確に謳っているのはクラシック関連のみ）、繁殖に携われない騸馬(去勢された馬)は出走できない。過去には天皇賞も2007年までこの条件で行われていた。
- 牡馬、騸馬限定

この条件の競走も福山競馬場のキングカップなど数えるほどで、同時期に同条件で行われる牝馬限定戦（キングカップの例ではクイーンカップ）と同時に対となる形で存在する場合がほとんどである。
中央競馬では2012年現在この条件の競走は存在しないが、かつては1991年 - 2003年までの朝日杯3歳ステークス→朝日杯フューチュリティステークス、1991年 - 1999年までのラジオたんぱ杯3歳ステークス（→ラジオたんぱ杯2歳ステークス→ラジオNIKKEI杯2歳ステークス→現・ホープフルステークス）がこの条件であった。前者は2004年より牡馬、牝馬限定となり、後者は2000年より牝馬にも開放された（2014年のホープフルステークスへの改称後は騸馬は出走できなくなった）。

### 父親による条件
中央競馬では2007年まで内国産種牡馬の保護を目的に父内国産馬限定戦が行われた。おもに新馬戦や未勝利戦、下級条件戦で設定されていた。重賞競走にも少数ながら父内国産馬限定の設定があった（制度廃止の2007年時点では中日新聞杯のみ）。
このほかに、父親による条件を設けた競走が設定されたとしては以下のような例がある。
- 川崎競馬場では「中央競馬クラシック三冠優勝馬の産駒限定戦」の「クラシックジュニアカップ」が年に数回行われている[3]。
- 中央競馬でもかつて、東京優駿優勝馬の産駒限定の特別競走「ダービースタリオンズステークス」が行われていた（ダービースタリオンズステークスについては2013年に東京優駿の他にもイギリスダービー・ジョッケクルブ賞（フランスダービー）・アイリッシュダービー・ケンタッキーダービー優勝馬の産駒限定へと対象を拡大して復活した[4]）。
- 帯広競馬場（ばんえい競走）では「スタリオンカップ」の名称で、「リーディングサイアー上位5頭の産駒を2頭ずつ選抜した10頭」による競走が行われている[5]。

### 産地による条件
馬産の保護を目的に、外国産馬の出走は制限が行われている。
中央競馬では競馬番組一般事項によって、記号化している。
- 混合競走（記号は○の中に混合。インターネット上では（混合）と記載されることが多い）
  - 内国産馬に加えて、外国産馬（○の中に外、同（外））が混合して出走可能な競走。
- 国際競走（○の中に国際、同（国際））
  - 内国産馬に加えて、外国産馬と日本国外の厩舎に所属する競走馬（□の中に外、同［外］）が混合して出走可能な競走。

逆にいえば混合競走でも国際競走でもない競走は内国産馬のみが出走可能な競走ということになる。ただし、2009年までのクラシック5競走は混合競走でも国際競走でもないが特例として頭数制限付きで外国産馬も出走できた。なお上級競走に行くほど、内国産馬限定戦の割合は少なくなる。
地方競馬ではおおむね制限が緩い。ホッカイドウ競馬はかつては外国産馬の出走を一切認めていなかったが段階的に開放され、2012年現在では2歳限定戦（ただしホッカイドウ競馬主催の交流競走で他地区所属の外国産馬は出走できる）をのぞくすべての競走で外国産馬が出走可能である。ダートグレード競走はブリーダーズゴールドカップが2005年まで内国産馬限定競走であった。
このほか、各地区の馬産振興を目的に以下のような産地による限定戦が存在する。
- 東北産馬限定

岩手競馬では、「銀河賞」として東北産馬限定競走が行われている。2006年はマイルチャンピオンシップ南部杯開催当日の10月9日に実施された。
- 千葉県産馬限定

南関東公営競馬に属する船橋競馬場では、「下総特別」として千葉県産馬限定競走が行われていた。
- 九州産馬限定

中央競馬の小倉競馬場と地方競馬の佐賀競馬場で行われる。代表的な競走として「ひまわり賞」「たんぽぽ賞」「霧島賞」がある。
また、ばんえい競馬では重賞競走「ヤングチャンピオンシップ」のトライアル競走として北海道内をさらに分割した産地限定競走（総称して「ばんえい甲子園」）が行われている。
産地による制限は日本以外の諸国でも行われる。とくにカナダの三冠競走はカナダ産限定として知られる。

### 取引条件による条件
中央競馬では2007年まで市場取引を推奨するために、市場取引馬限定競走が設けられていた。おもに新馬戦や未勝利戦、下級条件で行われていた。さらに昔には抽せん馬限定競走が存在したが、これは後年市場取引馬限定競走に統一された。
日本国外ではオーストラリアのマジックミリオンズセールなどのように、特定のセール出身馬限定の高額賞金競走も存在する。

### 現在の所属による制限
原則として、所属している主催者の競走のみに出走可能である。
ただし中央競馬には地方競馬に所属する競走馬にも出走可能な競走があり、同様に地方競馬には中央競馬に所属する競走馬にも出走可能な競走がある（ともに指定交流競走という）。
中央競馬における措定交流競走は、以下の2つの競走に分かれる。
- 指定競走（○の中に指定、同（指定））
  - 地方競馬に所属する競走馬（□の中に地、同［地］）が出走でき、地方競馬に所属する騎手が騎乗できる競走で特別指定競走以外の競走[7]。原則としてGIおよびそのステップレース、ダートグレード競走、オープン特別が指定競走に該当する[7]。
- 特別指定競走（○の中に特指、同（特指））
  - JRA2歳認定競走または別に定める地方競馬の競走で1着になった［地］が出走でき、地方競馬に所属する騎手が騎乗できる競走[7]。

また国際競走（上記参照）では、日本国外の厩舎に所属する競走馬も出走可能である。
地方競馬では南関東地区や東海地区、九州地区などでは近隣地区に所属する競走馬には出走を認めている。また、指定交流競走（ダートグレード競走含む）や交流競走として他地区所属馬にも門戸を開いている場合が多い。
中央競馬および地方競馬間の移籍についても、出走履歴や獲得賞金などで制限を施している。中央競馬から地方競馬に移籍し再び中央競馬へ復帰する場合、昔は不可能であったが現在は条件付きで復帰できる。

### 所属歴による制限
一部競走では、現在の所属のほかに過去の所属歴による出走制限が行われている場合がある。
兵庫県の楠賞は古くは楠賞全日本アラブ優駿であり全国のアラブのダービーとされていたが、アラブ競走減少となり新たに兵庫県初出走馬限定の重賞競走として一新された。このほか、過去の所属による制限では一部の地方競馬で転入馬は年齢級の一般競走に出走できない制限がある。
中央競馬では日本での競走馬登録（日本中央競馬会〈JRA〉または地方競馬）を行う前に、日本国外の競馬に出走したことがある外国産馬は出走できない（国際競走はこの限りではない）。地方競馬も外国馬の移籍を基本的に認めていないが、2007年より大井競馬場で外国馬の転入を認めている。

### 毛色による制限
川崎競馬場では、定期的に毛色限定競走を実施している。年末には芦毛・白毛馬限定競走のホワイトホース賞（開催時期によってはホワイトクリスマス賞）が行われる。他に青毛・青鹿毛・黒鹿毛馬限定競走のくろうま賞、栗毛・栃栗毛限定競走のゴールデンホース賞が行われている。

## 騎乗資格
騎手はその主催者が認める騎手免許を取得していなければならない。この項目では免許のほか、騎手が競走に出走するにあたって必要な条件について論じる。
- 勝利数による制限
  - 中央競馬では、通算勝利数が31に満たない騎手はGI競走で騎乗できない。また地方競馬でも、主催者によっては類似の制限を設けている場合がある。

- 騎手招待競走など
  - 招待している騎手に騎乗させる機会を与えることとその騎乗馬を公平に保つため、騎手は抽選で決定される。とくにワールドスーパージョッキーズシリーズでは4回の抽選で実力下位の馬が連続して割り当てることを防止するために実績ごとにブロックを分けて、割り当てる馬の実力が均一になるようにされている。
- 若手騎手限定競走
  - 中央競馬において若手騎手の騎乗機会確保を目的として、騎手免許（中央地方合算する）を取得して7年以内かつ100勝未満の騎手に限り若手騎手限定競走に騎乗することができる。

## 収得賞金
収得賞金は競走馬が競走に出走する際に、出馬投票のあった馬の出走の優先順位を決める数値であり、その馬が獲得した総賞金額とは異なってくる。中央競馬では「収得賞金」と言われる。中央競馬では原則的に1着賞金の半額が加算される（重賞は2着も加算、新馬戦、未勝利戦、条件戦では別に定める所定の額を加算）。かつては4歳の7月にそれまでの収得賞金が半減され、これにより降級することもあった。地方競馬では5着以内に入賞するとその賞金に応じて加算されるため未勝利でもクラスが上がることがある。

## 登録料
出馬投票には登録料を必要とする。
中央競馬のクラシックでは、2歳秋の段階で第1回登録が行われる。以前はこの段階で登録していない競走馬はクラシックへの出走権が一切なかったため、オグリキャップなど実績十分な馬でも出走できなかった。
1992年以降、競走の直前に追加登録料を払うことにより、事前登録がなくても出走できるようになった。ただし追加登録料は第1回登録、第2回登録と正規の手続きを踏まえて登録した場合の登録料の合算よりも高額に設定されている。日本のクラシックの場合には200万円（正規の手続きで登録した場合は40万円）。この制度を利用してテイエムオペラオー（皐月賞）、ヒシミラクル・トーホウジャッカル・キタサンブラック（菊花賞）、アローキャリー（桜花賞）、メイショウマンボ（優駿牝馬）がそれぞれ勝っている。
日本国外でもこのルールが存在する競走がある。代表的な競走はブリーダーズカップである。この競走の追加登録料は最大で総賞金の20パーセントというもので、総賞金が400万ドルであるクラシックでは80万ドルにもなる。
中央競馬の特別競走においては、登録料は全額プールされ付加賞となる。付加賞はプールされた登録料全額を1着馬から3着馬の馬主に対して7:2:1の割合で配分する。

## 競馬番組の発表
中央競馬
例年、11月（年間の番組表および翌年の春季番組表）、4月（夏季）、8月（秋季）の年3回に分けて発表される。例年の実績を換算して競馬番組は編成される。従って、少頭数になったり逆に出走可能頭数をはるかに超える出馬投票を受ける競走があったりと偏りが激しい。
なお、1988年（昭和63年）までは開催初日の前に当該開催への出走を表明する「開催への登録」と、当該開催中どの競走に出走するかという「レースへの登録」の両方が必要だった（重賞競走を除く）。当時の競馬番組表には、「開催への登録」の締め切り日が記載されており、この日までに登録手続きをしなければ、その開催の一般・特別競走には一切出走できなかった。
地方競馬
開催日程や重賞競走以外は各開催の直前に発表される。事前に当該開催への予備登録を行い出走希望馬に応じて競馬番組が編成される。この際に出走希望馬を指定した競走に編成し、その指定された競走以外への出馬投票は基本的に認められないためコンスタントな出走頭数を確保することは可能である。ただし、希望馬が少ない状況では編成される競走数が少なくなる場合もある。